# Colapteroblatta portoricense
Colapteroblatta portoricense är en kackerlacksart som beskrevs av Eliécer E. Gutiérrez och L. M. Roth 1999. Colapteroblatta portoricense ingår i släktet Colapteroblatta och familjen jättekackerlackor.
Artens utbredningsområde är Puerto Rico. Inga underarter finns listade i Catalogue of Life.